# Келлі Мері
Мері Келлі Фармар (Kelle Marie Farmar; 1 жовтня 1980, Кардіфф, Уельс, Велика Британія), відома як Келлі Мері (Kelle Marie) — валлійська порноакторка і порнорежисерка.
«Кішечка місяця» порножурналу Penthouse у травні 2001 року. У 2003 році Ендрю Блейк зняв порнофільм з її участю «Hard Edge», який був відзначений як один із 500 найвеличніших порнофільмів всіх часів.
У 2007 році Келлі Марі була показана в журналі «Good», який виробляє онлайн-відео про порнографії в Інтернеті.

## Премії і номінації
- 2009 AVN Award номінація — краща лесбійська сцена тріолізму — Tera Goes Gonzo[7]